# 默林火箭发动机
默林火箭发动机（英語：Merlin rocket engine）是SpaceX研发的液氧煤油火箭发动机，用于猎鹰1号、猎鹰9号和猎鹰重型运载火箭。
默林火箭发动机经历了多个型号的发展，现在广泛使用的型号是默林1D和用于第二级的默林1D真空版，是默林发动机早期型号的改进型。默林火箭发动机是当今世界上最先进的液氧煤油火箭发动机之一，它是一款廉价、可重复使用、易于量产的火箭发动机。为了满足火箭回收和重复使用的需要，默林火箭发动机能够多次启动，可大范围调节推力，并且具有所有火箭发动机中最高的推重比。默林采用燃气发生器循环，使用液氧和精炼煤油作为推进剂。默林发动机也是美国在21世纪除RS-68外研发的第二款火箭发动机。默林火箭发动机有着极高的可靠性，截至2020年8月，其最新版本默林1D已经过930多次飞行从未发生事故。

## 版本历史

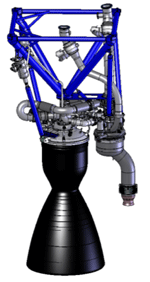
SpaceX默林1A 发动机

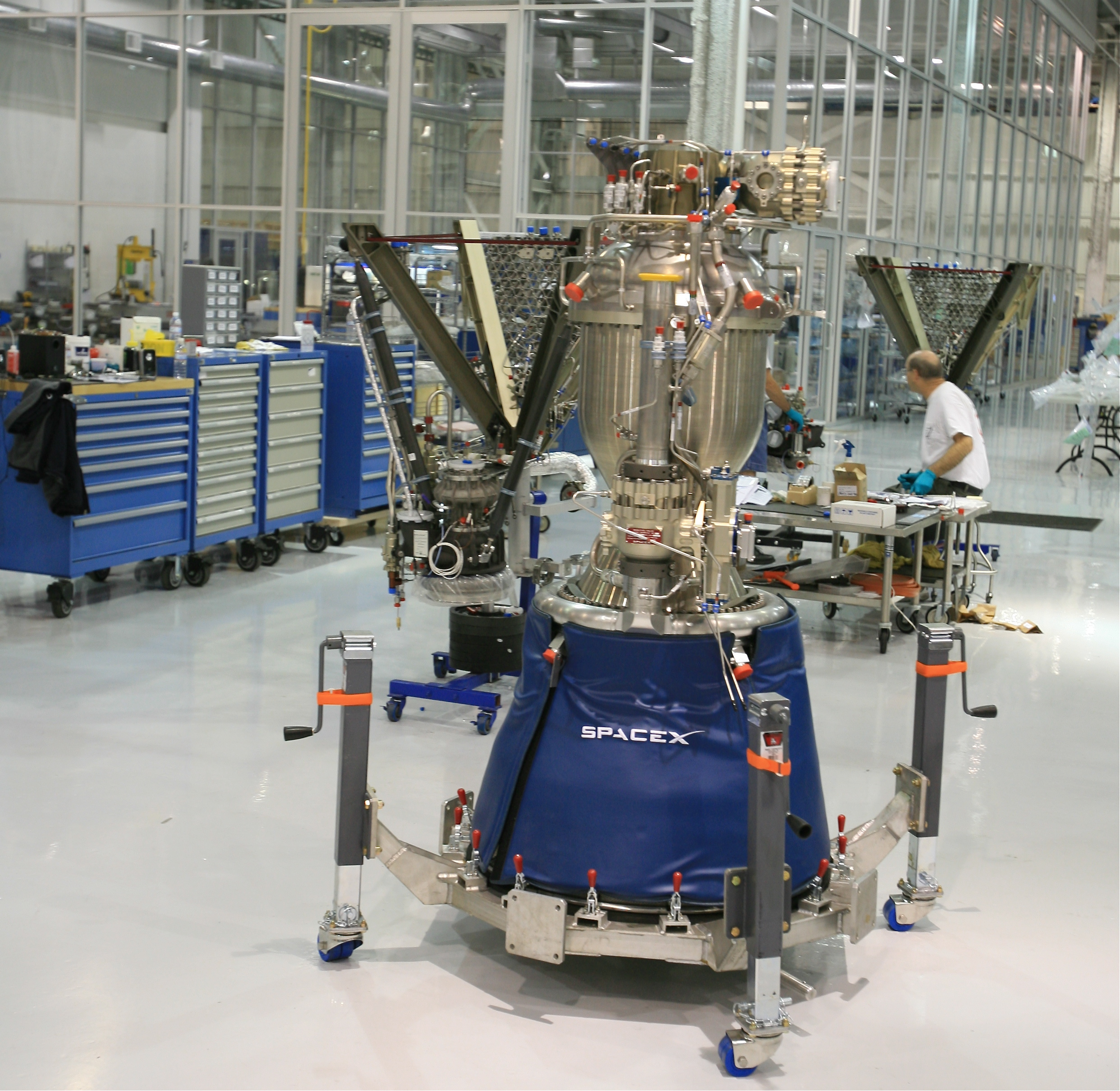
SpaceX工厂里正在建造的Merlin 1C

### 默林1A
作為SpaceX最早開發的版本，默林1A发动机使用便宜、一次性的烧蚀冷却碳纤维复合材料噴嘴，可以提供340kN (76,000lbf) 的推力。默林1A只飞行了两次，都被用於猎鹰一号的第一级上。第一次在2006年3月24日，发射之后不久因为燃料泄漏而起火而导致发射失败 。第二次在2007年3月21日，这次发射非常成功。 。
SpaceX的渦輪幫浦採用全新的設計，由Barber-Nichols公司在2002年獲得合約，進行設計、工程分析、製造與測試的完整流程。這間公司也曾參與 RS-88引擎以及NASA Frastrac引擎計劃的渦輪幫浦製作。默林1A的主軸採用獨特的摩擦焊接技術，在Inconel 718製成的兩端之間接上由鋁合金製作的RP-1燃料葉輪。渦輪幫浦的艙室以包模鑄造成形、兩端為Inconel、中心是鋁合金，以及在液氧端有300系的不鏽鋼。渦輪是一個部分開啟 (意即工作流體只在旋轉的某些部分被允許進入，是一個圓弧、但不是整圈都可以) 脈衝設計且最高轉速可達20,000 rpm，總重量為68 kg (150 lb)。

### 默林1B
在此之后，SpaceX以默林1A為基础，设计出默林1B发动机，同樣用于猎鹰1号运载火箭。推力提升到380kN (85,000 lbf)，而在真空中可以達到 420kN (95,000 lbf)，比衝值分別為261 s (2.56 km/s)以及 303 s (2.97 km/s)。
涡轮幫浦同樣由Barber-Nichols公司為SpaceX升級，其功率从默林1A的 1,500kW (2,000 hp) 提高到 1,900kW (2,500hp)。升級的方式包括安裝一個額外的噴嘴、將部分開啟改為全程開啟，以及稍微加大RP-1與液氧的葉輪。新的幫浦以更快的轉速22,000 rpm運轉，產生更高的出口壓力。整體重量不變，依然是68 kg (150 lb)。另一個值得注意的改變是，不同於1A採用火炬點火 (torch ignition)，1B改成以TEA–TEB自燃點火。
起初，SpaceX打算将默林1B用于猎鹰9运载火箭，並聯9個發動機作為第一級使用。但是由于猎鹰1号的发射失败，SpaceX转而發展採用再生冷卻技術的默林1C发动机，而默林1B再也没有被用于运载火箭发射。

### 默林1C
默林1C是SpaceX第一款使用再生冷卻技術的火箭发动机。在2007年11月，默林1C进行了时长170秒的完整试车。2008年8月，默林1C发动机首次被用於猎鹰一号的發射。隨後在2010年6月，默林1C帮助猎鹰九号完成了第一次飞行。配置在猎鹰1號上时，默林1C的海平面推力为350 kN（78,000 lbf），真空推力为400 kN（90,000 lbf） 真空比冲可達304秒。在这种配置下发动机每秒消耗140（300磅）推进剂。对默林1C发动机做的测试證實，单台发动机能连续工作27分钟，大约是十次飞行任务时间的总和。当配置在猎鹰九号上时，默林1C的海平面推力为560 kN（125,000 lbf）, 比衝为300秒。
为了打入地球同步轨道卫星发射市场，SpaceX迫切需要在控制成本的前提下，研发一款高比衝第二级发动机。真空版的默林1C，是SpaceX自行開發的首款第二级煤油发动机，基于默林1C改进而来。2008年3月10日，SpaceX宣布默林1C真空版測試成功。2010年1月2日，默林真空引擎全时长试车成功。相較於默林1C发动机，默林1C真空版采用了更长的噴嘴和更大的擴張比，以此来最佳化真空下引擎的效率。燃烧室以再生冷卻散热、2.7公尺长的锆铌合金喷嘴擴散段則以辐射散热。引擎提供411kN的推力，在真空中比衝值可達342s，性能在第二级液氧煤油发动机中相當先進。
在2010年6月4日的猎鹰9号首飞中，默林1C真空版被用于猎鹰9号的第二级火箭。在全功率運作下，成為最高效率的美国制造碳氢燃料火箭引擎。
默林1C发动机擁有相當優異的可靠性。在猎鹰9号第二次飞行前不久，工程师在默林真空发动机的锆铌合金喷嘴上发现两条裂缝。在发射前两天，工程师的解决方案是剪掉下面的1.2公尺長的喷嘴。即便没有长喷嘴带来的额外推力，发动机也能完成此次任务。最終尽管用了比较短的喷嘴，发动机依然把第二级火箭送上了11000公里高的轨道。

### 默林1D
默林1D发动机由SpaceX于2011年至2012年期间开发，2013年首飞。
默林1D发动机的最初(2011年4月)设计中，海平面推力为620 kN（140,000 lbf）。
2011年，SpaceX宣布默林1D发动机的真空推力将为690 kN（155,000 lbf），真空比衝（Isp）将为310秒，膨胀比增大到16（与先前默林1C发动机的14.5相对），艙壓位于9.7 MPa（1,410 psi）这个“最佳点”。
默林1D发动机的由了一个新功能，能够从100%至70%节流。
后来的改进使发动机能够最低以满推力的40%工作。
新发动机的设计目标包括提升可靠性（提高的疲劳寿命、燃烧室、喷嘴的热余量），提升性能(设计目标140,000磅力（620千牛頓）以及70-100%节流能力），更易于制造。(部件数更少，工时更少）。
在2012年6月发动机测试完成之后，SpaceX表示发动机已经完成了一次全任务时长（185秒）的测试点火，成功产生了650 kN（147,000 lbf）的推力，并且确认了预期中高于150的推重比。
默林1D发动机的比冲是燃气发生器循环液氧煤油发动机中最高的。
2013年3月20日，SpaceX宣布默林1D发动机已经完成了飞行认证。
2013年6月，第一种使用默林1D发动机的发射载具——猎鹰9号运载火箭1.1版的第一级，完成了研发测试。
使用默林1D发动机的猎鹰9号运载火箭的首次飞行发射了加拿大航天局的CASSIOPE卫星。CASSIOPE是一颗800磅（360）的天气研究与通讯卫星，被发射进入了近极地低地球轨道（LEO）。第二次发射则将SES-8卫星送入了地球同步转移轨道（GTO）。

默林1D发动机的基础混合比由推进剂供应管道的大小控制，只有少部分燃料流被一个由致动器控制的节流阀调节，以提供混合比的精细控制。
2013年11月24日，在一次SpaceX、SES间关于SES-8发射的联合电话会议中，埃隆·马斯克表示发动机实际上只发挥了能力的85%，而且他们计划将海平面推力提高到165,000磅力（730千牛頓）。 在2015年6月，Tom Mueller回答了Quora上一个关于默林1D发动机推重比的问题。他表示默林1D发动机重1,030磅（470）（包括推力致动器），当前真空推力为162,500磅力（723千牛頓），真空推力提将升到185,500磅力（825千牛頓），而发动机重量不变。从这些数据中可得出当前的推重比约为158，升级后推重比将约为180。升级后的发动机目前和另外几个改进一起正被用于猎鹰9号运载火箭的一次改进——猎鹰9号全推力版。改进后的火箭在第20次飞行中首次使用，将11个Orbcomm OG2卫星送入轨道。 
2016年5月，SpaceX宣布了进一步改进默林1D发动机的计划。计划中，真空推力提升至914 kN，而海平面推力则提升至845 kN。SpaceX表示，增加的推力将把猎鹰9号运载火箭一次性任务中的LEO运力提升至约22公吨。 SpaceX还表示，不像之前的全推力升级，火箭性能的提升完全来自发动机推力的提升，而不是对火箭作出的任何大的改动。

### 默林1D真空版
默林1D发动机的真空版，为猎鹰9号运载火箭和猎鹰重型运载火箭的第二级而研发。
2012年末，埃隆·马斯克发表推文，展示了默林真空1D发动机在测试架上点火的图片，并且说道：“Now test firing our most advanced engine, the Merlin 1D-Vac, at 80 tons of thrust."  目前SpaceX官方的猎鹰9号运载火箭产品页上，默林真空1D的推力为934 kN（210,000 lbf），真空比冲为348秒。 真空环境允许发动机有更大的膨胀比（165:1，使用升级后的喷管），因而造成了这些提升。
根据SpaceX发布的酬載用户手册，默林真空1D最低能节流至满推力的39%，或者360 kN（81,000 lbf）。

## 设计细节
默林火箭发动机（默林1D）的工作流程是，猎鹰火箭燃料箱中的煤油和过冷液氧在加压后，通过两条主管道配送到箭体尾部的默林发动机。小部分煤油和液氧进入预燃室，在其中燃烧生成高温燃气，推动默林火箭发动机的涡轮泵。预燃室的尾气直接排放到发动机外，因此这种工作方式称为燃气发生器循环。液氧和煤油由两个同轴的泵分别泵入，泵的转速为每分钟36000转，在此转速下涡轮泵可以产生10000马力以上的功率，并将剩余的大部分液氧和煤油加压到200个大气压。一部分高压煤油流过主燃烧室外的铣槽和喷管前端盘旋的管道，讓燃烧室和喷管降温，且升高燃料溫度以方便燃燒。最后这些推进剂进入燃烧室燃烧。默林火箭发动机每分钟消耗8.4吨推进剂，在海平面高度可以产生845kN（约合84.5吨）的推力，但默林火箭发动机自身重量只有470kg。
默林火箭发动机使用了类似阿波罗计划中月球登陆舱下降级所使用的针栓式喷注器，这种设计使得默林火箭发动机可以大范围调节推力。默林发动机的涡轮泵除了将推进剂加压外，它也分出一部分高压煤油驱动液压控制器使发动机摇摆，以产生矢量推力。这种设计使得默林发动机不需要独立的液压动力系统，这意味着火箭不会由于液压耗尽而失去对推力方向的控制。在早期的一些默林发动机设计中，预燃室产生的尾气也可以提供侧向推力来控制火箭滚转。猎鹰1号上使用的默林1A、默林1C有可以活动的燃气发生器排气管，通过改变废气喷出的方向来控制火箭的滚转。但在默林发动机的后期型号中SpaceX放弃了这一设计，用于猎鹰9号1.0版第一级的默林发动机几乎和猎鹰1号上的一样，但猎鹰9号上的涡轮泵排气装置被设计成固定的，这样火箭的方向控制就完全依靠发动机的摇摆，不必设计额外的活动排气装置，以简化发动机结构。
另一种默林发动机称为默林真空版。顾名思义，这种发动机适合在稀薄的高层大气中工作。默林真空版用于猎鹰9号的第二级。和第一级使用的默林发动机相比，默林真空版使用加长的喷管，这使得燃烧室的高温高压气体能更充分的膨胀做功，因此有更高的比冲和推力，但是也相对更重。截至2018年，默林1D真空版发动机的膨胀比为165:1，真空比冲高达348s，这一数值高于绝大多数的分级燃烧循环（富氧补燃循环）上面级液氧煤油发动机。
为了降低成本，默林发动机的飞行控制计算机不使用昂贵的航天级芯片，转而使用廉价的民用芯片。为了保证安全性，每台发动机使用三台完全相同的控制计算机，互为冗余备份，互相校验结果。因此，对于安装了9台默林发动机的猎鹰9号第一级，其上共有27台飞行控制计算机，在飞行时协同控制发动机工作。
| 默林火箭发动机各型号比较（截至2019年12月） | 默林火箭发动机各型号比较（截至2019年12月） | 默林火箭发动机各型号比较（截至2019年12月） | 默林火箭发动机各型号比较（截至2019年12月） | 默林火箭发动机各型号比较（截至2019年12月） | 默林火箭发动机各型号比较（截至2019年12月） | 默林火箭发动机各型号比较（截至2019年12月） | 默林火箭发动机各型号比较（截至2019年12月） | 默林火箭发动机各型号比较（截至2019年12月） | 默林火箭发动机各型号比较（截至2019年12月） | 默林火箭发动机各型号比较（截至2019年12月） | 默林火箭发动机各型号比较（截至2019年12月） |
| 名称                                       | 推力                                       | 推力                                       | 比冲                                       | 比冲                                       | 干重                                       | 推重比                                     | 燃烧室压力                                 | 冷却方式                                   | 向量推力                                   | 喷嘴直径                                   | 高度                                       |
| 名称                                       | 海平面                                     | 真空                                       | 海平面                                     | 真空                                       | 干重                                       | 推重比                                     | 燃烧室压力                                 | 冷却方式                                   | 向量推力                                   | 喷嘴直径                                   | 高度                                       |
| ------------------------------------------ | ------------------------------------------ | ------------------------------------------ | ------------------------------------------ | ------------------------------------------ | ------------------------------------------ | ------------------------------------------ | ------------------------------------------ | ------------------------------------------ | ------------------------------------------ | ------------------------------------------ | ------------------------------------------ |
| 默林1A                                     | 340kN                                      | 378kN                                      | 270s                                       | 300s                                       | --                                         | --                                         | --                                         | 烧蚀冷却                                   | 预燃室排气                                 | --                                         | --                                         |
| 默林1B                                     | 380kN                                      | 420kN                                      | 261s                                       | 303s                                       | --                                         | --                                         | --                                         | 烧蚀冷却                                   | 预燃室排气                                 | --                                         | --                                         |
| 默林1C                                     | 420kN                                      | 480kN                                      | 275s                                       | 304.8s                                     | 630kg                                      | 96                                         | 6.7MPa                                     | 再生冷却                                   | 摆动                                       | 2.92m                                      | 1.8m                                       |
| 默林1D                                     | 845kN                                      | 914kN                                      | 283s                                       | 311s                                       | 470kg                                      | 180                                        | 9.7MPa                                     | 再生冷却                                   | 摆动                                       | 2.92m                                      | 1.8m                                       |